# Ocnerioxa cooksoni
Ocnerioxa cooksoni är en tvåvingeart som beskrevs av Munro 1967. Ocnerioxa cooksoni ingår i släktet Ocnerioxa och familjen borrflugor.
Artens utbredningsområde är Zimbabwe. Inga underarter finns listade i Catalogue of Life.